# Paraiyar
De Paraiyar, Sambavar of Adi-Dravida zijn een groep mensen op Sri Lanka en in de Indiase staten Tamil Nadu en Kerala die niet tot enige kaste behoren. Leden van zo'n groep worden ook wel paria's genoemd. Ze zijn met onder meer de Holeya een subgroep van de dalits, de onaanraakbaren. Als zodanig hebben zij een zeer lage plaats in de samenleving. Deze groep mensen deed het vuile werk van de maatschappij. Ze werkten als slagers en leerlooiers, werkten met afval en er waren ook huursoldaten en huurmoordenaars bij.
Paria's hebben nog steeds een sociaal zwakke positie in India en Sri-Lanka. Dit geldt niet alleen binnen de hindoegemeenschap, maar ook voor mensen van Paraiyar-afstamming in de islamitische en christelijke gemeenschappen.